# 笹賀村 (岐阜県)
笹賀村（ささがむら）は、かつて岐阜県武儀郡に存在した村である。
現在の山県市笹賀に該当する。

## 歴史
- 1889年（明治22年）7月1日 - 町村制により笹賀村発足。
- 1897年（明治30年）4月1日 - 田栗村、椿村、徳永村、佐野村と合併し、北武芸村が発足。同日笹賀村は廃止される。

## 教育
- 笹賀尋常小学校（後の美山町立北武芸小学校。現・山県市立いわ桜小学校の前身校の一つ）